# James Randi
James Randi, geboren als Randall James Hamilton Zwinge (Toronto, Canada, 7 augustus 1928 - 20 oktober 2020), ook bekend als The Amazing Randi, was een Amerikaanse goochelaar, scepticus en bestrijder van pseudowetenschappen, zoals homeopathie en andere alternatieve geneeswijzen.
Hij is waarschijnlijk het bekendst van de One Million Dollar Paranormal Challenge waarin de James Randi Educational Foundation een prijs van een miljoen dollar uitloofde aan degene die het bewijs kon geven van enig paranormaal of bovennatuurlijk verschijnsel onder testomstandigheden waar beide partijen mee akkoord waren.

## Biografie

### Jeugd
Randi was de oudste van drie kinderen van een directeur van een telefoonmaatschappij. Hij was verlegen en vaak eenzaam, en had een IQ van 168.
Zijn belangstelling voor het ontkrachten van het paranormale begon in zijn tienertijd. Hij was aanwezig bij een show van een goochelaar, die iemand uit het publiek vroeg hem te helpen bij een optreden. Randi, als beginnend goochelaar, wilde dat uiteraard. Toen Randi zijn hand opstak zei de goochelaar "Ah jongeman, u bent zelf ook goochelaar?" Na het optreden sprak de verbaasde Randi de man aan en vroeg hoe hij dit wist. De man vertelde hem echter dat hij het niet wist. Het was gewoon onderdeel van zijn act: als het klopte schreef hij het toe aan 'magische krachten' en als het niet klopte, maakte hij er een grap van.
Toen Randi 15 jaar oud was, werd hij voor het eerst geconfronteerd met misbruik van goocheltrucs. In een kerk in zijn woonplaats was hij er getuige van hoe simpele goocheltrucs gepresenteerd werden als goddelijke macht. Vanaf dat moment begon hij, in navolging van zijn grote voorbeeld Houdini, met het aan de kaak stellen van charlatans. Het openbaar maken van deze oplichterij werd hem niet in dank afgenomen; iets wat hij later nog vele malen ervaren heeft. Volgens Randi kunnen maar weinig mensen het waarderen als hun favoriete illusie wordt aangevallen, zelfs als de bewijzen voor zich spreken.
Randi overwon zijn stotteren en zijn angst om in het openbaar te spreken en op zijn 17e verliet hij het huis en ging bij een circus werken.

### Professionele carrière
Randi begon zijn carrière onder een reeks namen, waaronder Zo-Ran, Prince Ibis, Telepath en de Great Randall. In 1949 haalde hij de voorpagina's met een truc waarbij hij de uitkomst voorspelde van de World Series. Randi heeft als professioneel goochelaar en ontsnappingsartiest gewerkt sinds 1950. In het blad Abracadabra beschreef hij de illusionistengemeenschap eens als volgt: "Ik ken geen enkele beroepsgroep die zo afhankelijk is van wederzijds vertrouwen als de onze".
In 1964 bood Randi tijdens een radio-uitzending $1.000 voor degene die kon bewijzen paranormaal begaafd te zijn. Niet lang daarna verhoogde hij dat bedrag naar $10.000.
In 1973 toerde Randi met rockster Alice Cooper als de beul die de zanger bij ieder optreden onthoofdde. In 1987 deed hij de truc van De Melkbus van Harry Houdini, deze werd hem bijna fataal. Hij dompelde zich in een met water gevulde melkbus, die werd afgesloten. Er zat echter iets vast en hij kon er niet uit. Hij beschadigde zijn rugwervels en werd op het nippertje gered door zijn medewerkers. Op 55-jarige leeftijd besloot hij zulk soort stunts niet meer te doen.

### Conflict met Uri Geller
Randi kreeg pas echt de schijnwerpers op zich, toen hij de paranormale claims van Uri Geller betwistte (1973). Toen Uri Geller mocht optreden in de tv-show van Johnny Carson, zorgde Randi er met medeweten van Carson voor dat Geller niet op zijn trucs kon terugvallen. Geller ging af, wat echter niet ten koste ging van zijn sterrenstatus. 
Randi beschuldigde Geller ervan een charlatan te zijn die standaardgoochelkunst gebruikte om zijn paranormale kunsten te staven, en herhaalde deze uitspraken in zijn boek The Magic of Uri Geller. Geller daagde hem daarvoor voor de rechter, maar de zaak werd geseponeerd. De rivaliteit duurde 30 jaar. 
Randi was medeoprichter en prominent lid van het CSICOP (Committee for the Scientific Investigation of Claims of the Paranormal), totdat hij terugtrad vanwege de rechtszaken tegen hem door Geller. De rechtszaken kostten te veel geld. Sinds deze rechtszaken heeft Randi Geller geen oplichter meer genoemd, maar volstaat ermee er op te wijzen dat hij hetzelfde als Geller kan, maar dan met een truc. "Als Geller het doet met paranormale krachten, doet hij het op de moeilijke manier" is ook een uitspraak van Randi.

### Randi tegen de charlatans
Randi schreef verschillende boeken waarin hij het geloof in en de claims van paranormale verschijnselen aanviel. Hij is altijd strijdbaar gebleven in het onthullen van bedriegers en charlatans die hier misbruik van maken ten behoeve van eigen gewin. Zijn Project Alpha toonde de manco's van veel universitaire paranormale onderzoeksprojecten aan. Randi's ontmaskering van gebedsgenezer Peter Popoff (Popoff gebruikte een in-ear hoortoestel en zijn vrouw die details van de personen uit het publiek doorgaf) had tot gevolg dat Popoffs invloed en populariteit sterk daalden.

### Einde James Hydrick
Begin jaren tachtig betekende een test van Randi ook het einde van de paranormale carrière van James Hydrick. Deze beweerde psychokinetische krachten te bezitten. Dat demonstreerde hij door bladen van een telefoonboek om te slaan en potloden te laten draaien, zonder ze aan te raken. Toen Randi samen met Hydrick verscheen in een aflevering van het Amerikaanse televisieprogramma That's My Line, onderwierp Randi de vermeende psychokineticus aan een test, waaraan Hydrick vrijwillig meewerkte. Randi verdacht hem ervan dat hij op een goed gecamoufleerde manier tegen het telefoonboek en de potloden blies en met zijn lichaam lucht verplaatste. Vervolgens legde Randi een grote hoeveelheid kleine stukjes vederlicht piepschuim om de voorwerpen heen en verzocht Hydrick zijn kunsten te herhalen, zonder het piepschuim op te laten waaien. Hydricks zogenaamde 'krachten' konden vervolgens niet worden aangetoond. Dat betekende het einde van Hydricks televisieloopbaan. Later in 1981 bekende Hydrick ook zelf aan journalist Dan Korem dat het maar een truc geweest was.

### JREF
In 1996 richtte Randi de James Randi Educational Foundation (JREF) op. Deze organisatie ondersteunde onderzoek van paranormale claims en probeerde deze te testen onder gecontroleerde onderzoeksomstandigheden. Iedereen die als eerste een bovennatuurlijke vaardigheid kon aantonen, zou een prijs van $1.000.000 ontvangen. Niemand heeft de test ooit doorstaan. Ook 'babyfluisteraar' Derek Ogilvie faalde.
Randi schreef regelmatig een column, Twas Brillig voor het tijdschrift Skeptic van The Skeptics Society.
Na de pensionering van Randi ging de JREF schenkingen uitkeren aan niet-commerciële groeperingen die kritisch denken en een op feiten gebaseerd wereldbeeld bevorderen.

### Persoonlijk
Randi woonde in Plantation, Florida. Op 81-jarige leeftijd kwam Randi uit de kast. Hij trouwde in 2013 met Deyvi Orangel Peña Arteaga, een Venezolaanse kunstenaar die zijn land ontvluchtte vanwege zijn homoseksualiteit.
In 2013 werd Randi geopereerd omdat hij verwijde bloedvaten in zijn benen had. In 2014 werd hij behandeld voor darmkanker. Hij had last van staar. Hij kwam in een rolstoel terecht en overleed op 92-jarige leeftijd in Plantation.

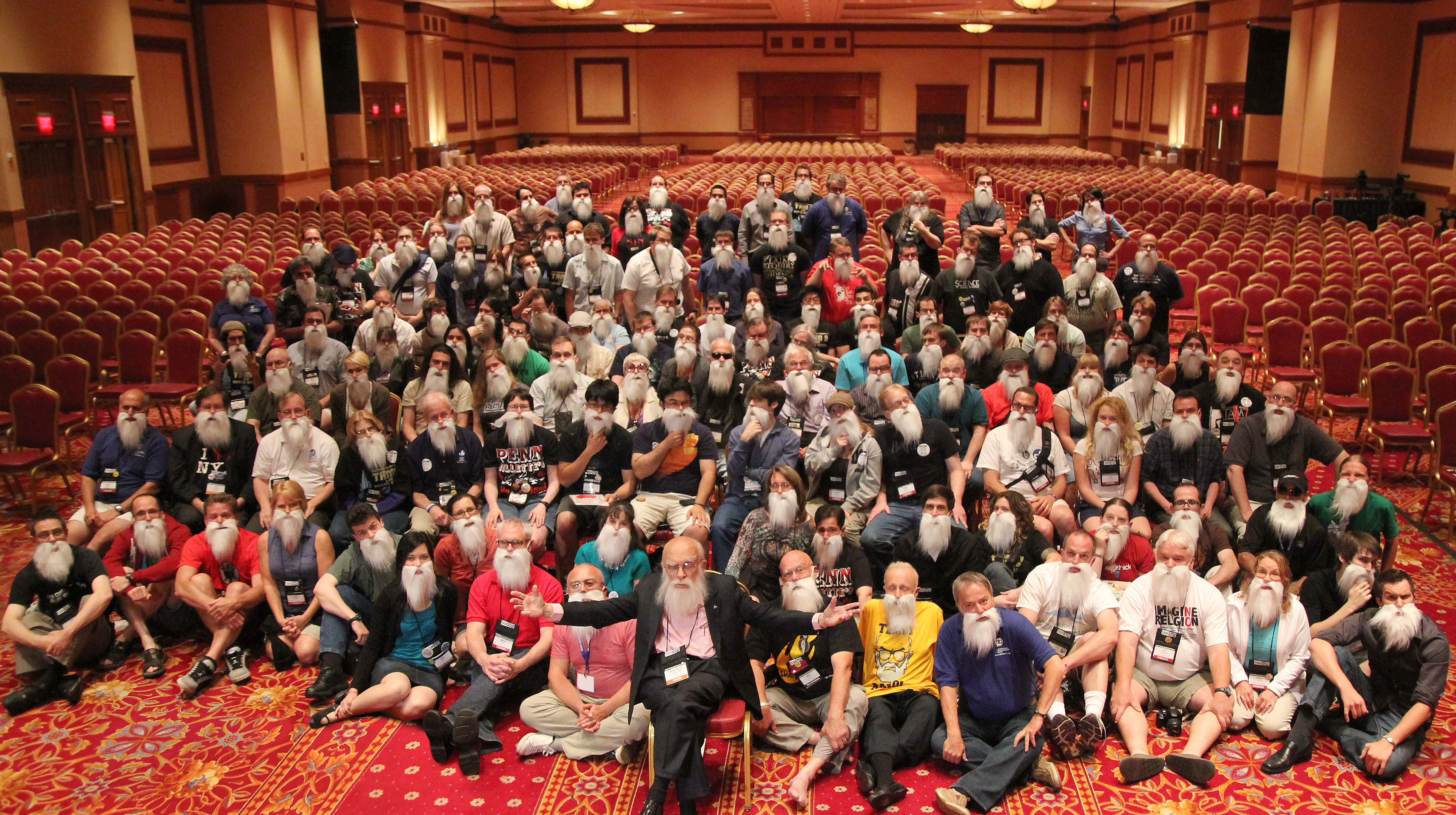
Een eerbetoon aan James Randi van The Independent Investigations Group IIG tijdens TAM9.

## De$1 Million Challenge

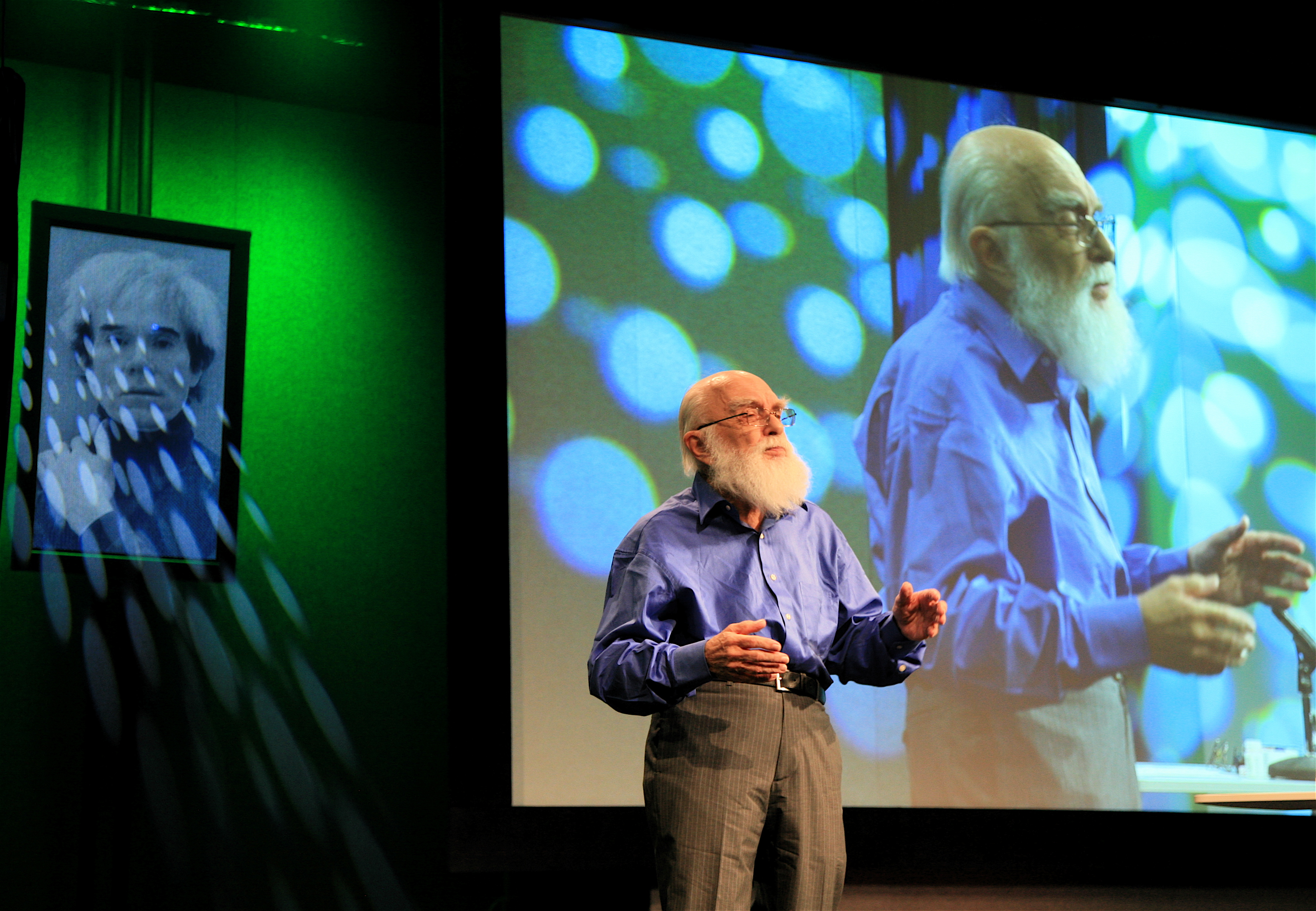
James Randi tijdens een van zijn shows

In de voorwaarden en regels voor de $1 Million Challenge legde Randi vast dat beide partijen (hijzelf en degene die de uitdaging aangaat) overeen zouden komen welke uitkomsten van de test een succes dan wel een mislukking zouden betekenen. 
Wat een succes of mislukking betekent verschilt per geval, omdat iedereen die de uitdaging wil aangaan iets anders beweert te kunnen. De meeste tijd ging volgens Randi zitten in het duidelijk krijgen, van wat iemand nu eigenlijk precies zegt te kunnen. Het was noodzakelijk om dit precies te bepalen om een test te kunnen ontwerpen in overleg met beide partijen, die kon aantonen of iemand wel of niet kon laten zien wat hij of zij beweerde te kunnen.
Randi was niet geïnteresseerd in hoe mensen ertoe in staat waren. Het enige dat zij hoefden te doen om de prijs te winnen was laten zien, onder gecontroleerde omstandigheden die fraude of zelfbedrog uitsluiten, dát ze het kunnen.
De prijs was o.a. ook beschikbaar voor homeopathie. Een ieder die op wat voor wijze dan ook, in een dubbelblinde test, een homeopathisch verdund middel kon onderscheiden van enkel hetzelfde verdunningsmiddel zou de prijs winnen. Randi nam op een TED-presentatie in een keer homeopathische slaapmiddelen voor 6½ dag in zonder dat het effect had.
Randi was met deze uitdaging ook betrokken bij de ontmaskering van de ADE 651, een namaak-bomdetector van James McCormick.
Na de pensionering van Randi in 2015 accepteerde de $1 Million Challenge geen kandidaten meer. Andere organisaties (zoals SKEPP met hun Sisyphusprijs) hebben die rol overgenomen.

## Zembla
Het Nederlandse documentaireprogramma Zembla (van de VARA en de NPS) wijdde op 23 maart 2008 een uitzending van 45 minuten aan Char Margolis, getiteld De trucs van Char, het medium.
Naast uitgezonden getuigenverklaringen mocht James Randi een opname van een van haar 'readings' minuut-voor-minuut analyseren, waarbij hij aandacht vroeg voor alle missers waar Margolis overheen praatte. Ook wees hij op het feit dat praktisch alle in de reading naar buiten gebrachte harde informatie uit de mond van de cliënt kwam, niet van Char, een truc die bekendstaat als cold reading.

## Onderscheidingen
- Randi ontving in 1986 de MacArthur Award.[3]